# 사차원주의
철학에서 사차원주의 (시간적 부분의 교리와 "접속" 개체 이론으로도 알려져 있다)는 시간을 통한 객체의 지속성은 공간과 차지하는 시간의 전체 영역의 다양한 하위 영역 속 시간적 부분을 가진 시간 속에 존재하는 객체를 통한 그것의 확장과 같다는 존재론적 위치이다.

## 같이 보기
- 이 위치를 옹호하는 논쟁인 리트델릭–퍼트넘 논쟁.
- 세계선